# Fisksätra varv
Fisksätra varv var ett svenskt familjeägt båtvarv i Fisksätra i Nacka kommun, som grundades 1919 av Axel Larsson (död 1966). Det drevs från 1948 av sonen, båtkonstruktören Torild Larsson.
Fisksätra varv byggde under mellankrigstiden ett antal motoryachter och från andra världskriget minsvepare, under 1960-talet bland annat skroven till några av de tolv minsveparna av Arkö-klass för den Svenska marinen.
Fisksätras första plastbåtar tillverkades för Marinen i slutet av 1940-talet. Från 1953 satsade företaget på allvar på plast till båtskrov, och Tullverket beställde 1956 en 9,15 meters motorbåt i plast. För privatmarknaden tillverkades från slutet av 1950-talet den 5,0 meter långa Fidos camping. I början av 1960-talet måste företaget expandera utanför tomten i Fisksätra och byggde 1966 om en tidigare snickerifabrik i Hövik vid sjön Bunn i närheten av Gränna. År 1968 övertogs den nedlagda Västerviks tändsticksfabriks lokaler i Västervik, och den blev Fisksätra varvs huvudfabrik under namnet Fisksätra produkter.
AB Svenska Järnvägsverkstäderna (ASJ) hade börjat tillverka båtar 1968. Denna tillverkning, med bland annat Folkparca och Ohlson 22 såldes  till Fisksätra varv 1972.
År 1976 såldes aktiemajoriteten i företaget till Gyllingföretagen. År 1979 gick Fisksätra Varv AB i konkurs.

## Båtar och båttyper byggda av Fisksätra varv  i urval
- 1923 M/Y Tatjana III, ritad av C.G. Pettersson
- 1929 M/Y Wiking XI, ritad av C.G. Pettersson, sista Petterssonbåten med namnet Wiking
- 1929 Lady II, ritad av C. G. Pettersson, k-märkt
- 1932 M/Y Parbleu, ritad av C.G. Pettersson
- 1936 M/Y Vinco V, ritad av C.G. Pettersson
- 1941 HMS M24, minsvepare
- 1957 HMS Arkö (M57), minsvepare (skrov)
- 1957 HMS Spårö (M58), minsvepare (skrov)
- 1961 HMS Iggö (M60), minsvepare (skrov)
- 1961 HMS Skaftö (M62), minsvepare (skrov)
- 1963 HMS Vållö (M66), minsvepare (skrov)
- 1961 Fingal, segelbåtstyp, ritad av Knud H. Reimers
- 1962 M/S Prinsen, passagerarbåt
- 1963 Havsfidra, segelbåtstyp, ritad av Lage Eklund
- 1965 Primör 18, ruffmotorbåt, konstruerad av Leif Larsson[1]
- 1968 Mustang Junior, segelbåtstyp, ritad av Tord Byqvist
- 1968 Storfidra, motorsegelbåtstyp, ritad av Torild Larsson
- Folkparca, motorbåttyp, vilken började tillverkas av AB Svenska Järnvägsverkstäderna (ASJ)
- Ohlson 22, ritad av Einar Ohlson (född 1918), segelbåtstyp, vilken började tillverkas av AB Svenska Järnvägsverkstäderna
- 1972 Göta segelsällskap S 30, segelbåtstyp, ritad av Knud H. Reimers
- 1977 S30 reviderad av Torild Larsson
- 1975 Swede 55, ritad av Knud H. Reimers
- 1975 Parant, segelbåtstyp, ritad av Einar Ohlson
- 1975 Debutant, segelbåtstyp, ritad av Torild Larsson, från 1975

## Bildgalleri

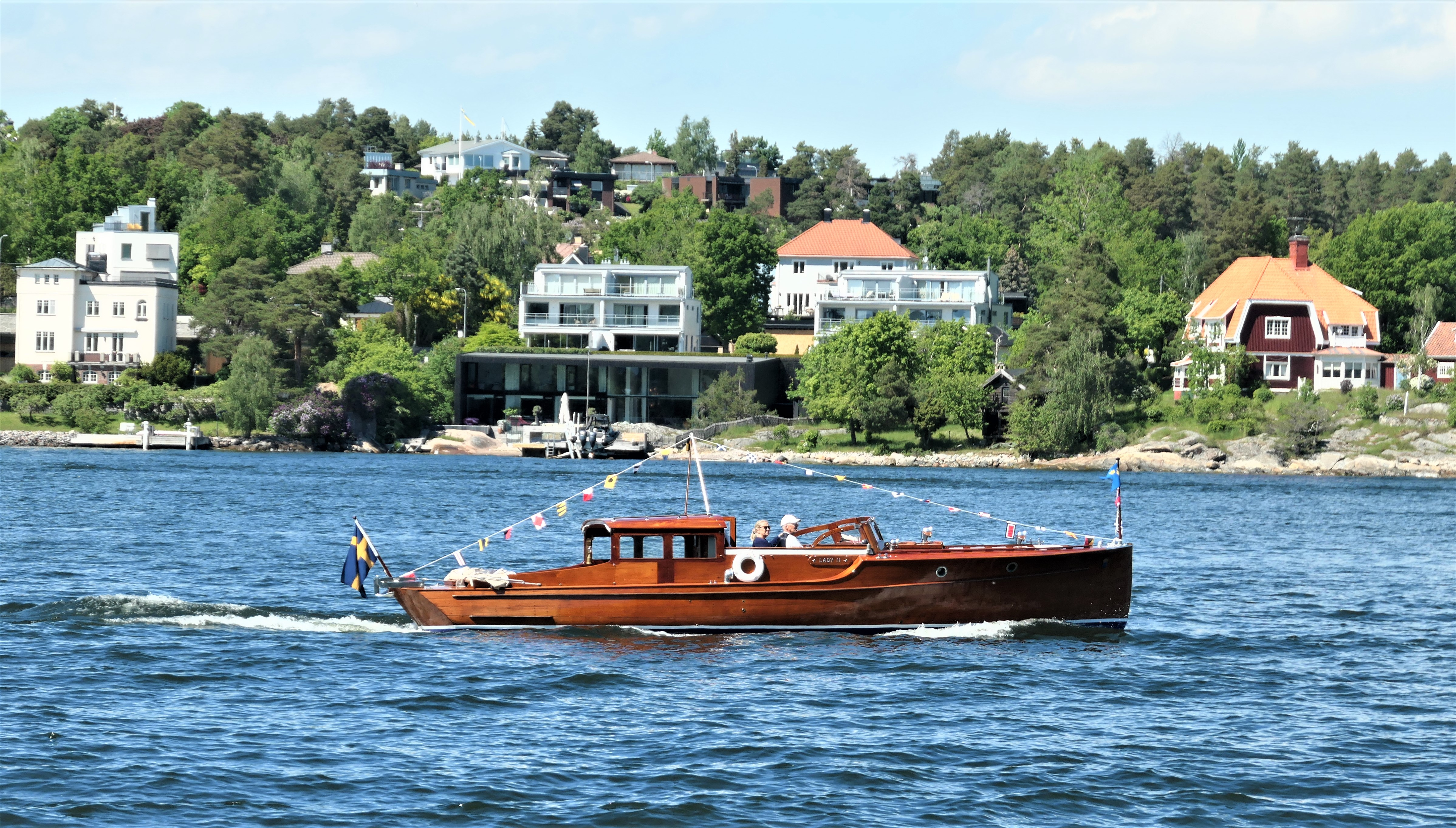
Lady II
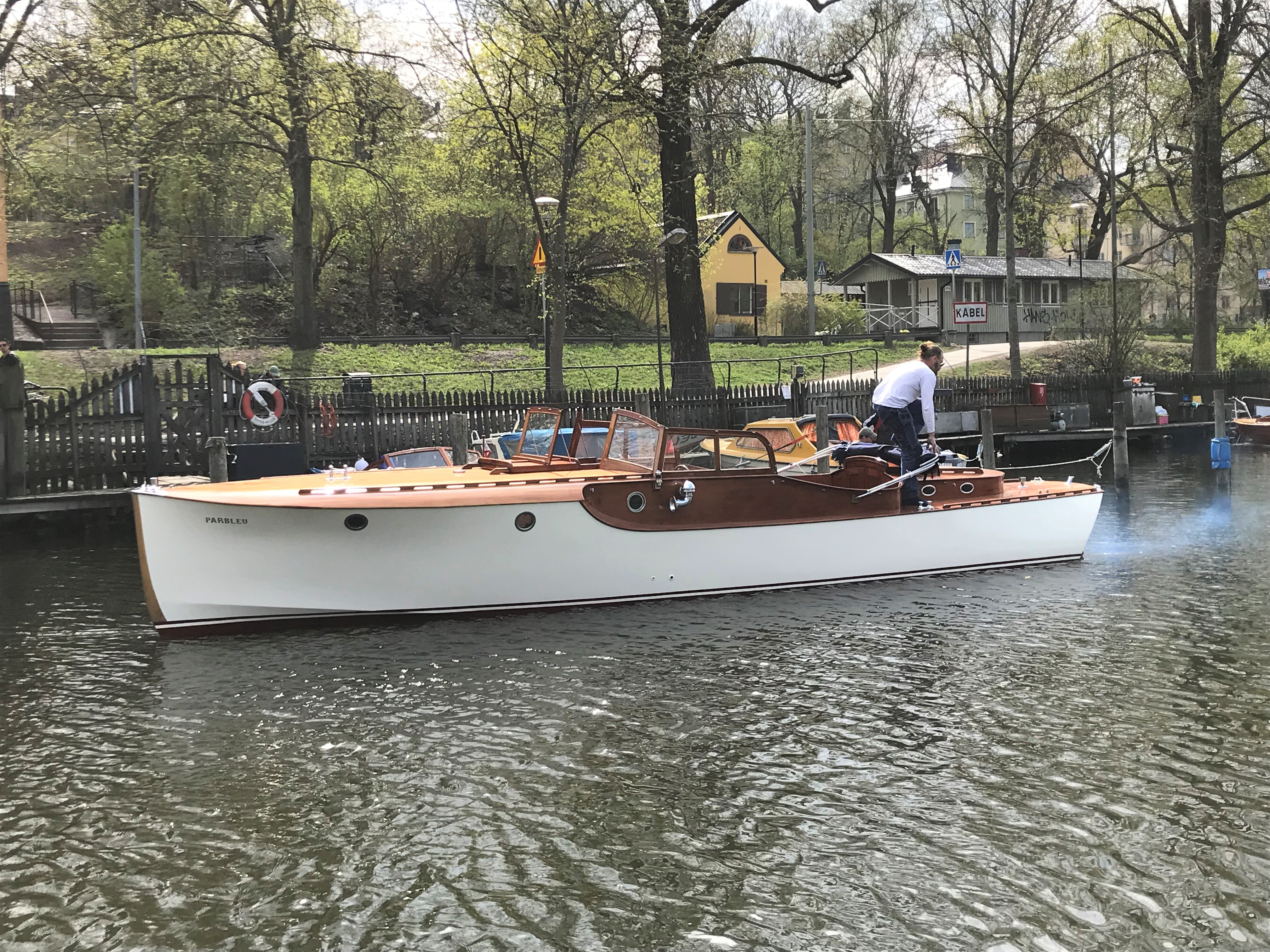
M/Y Parbleu
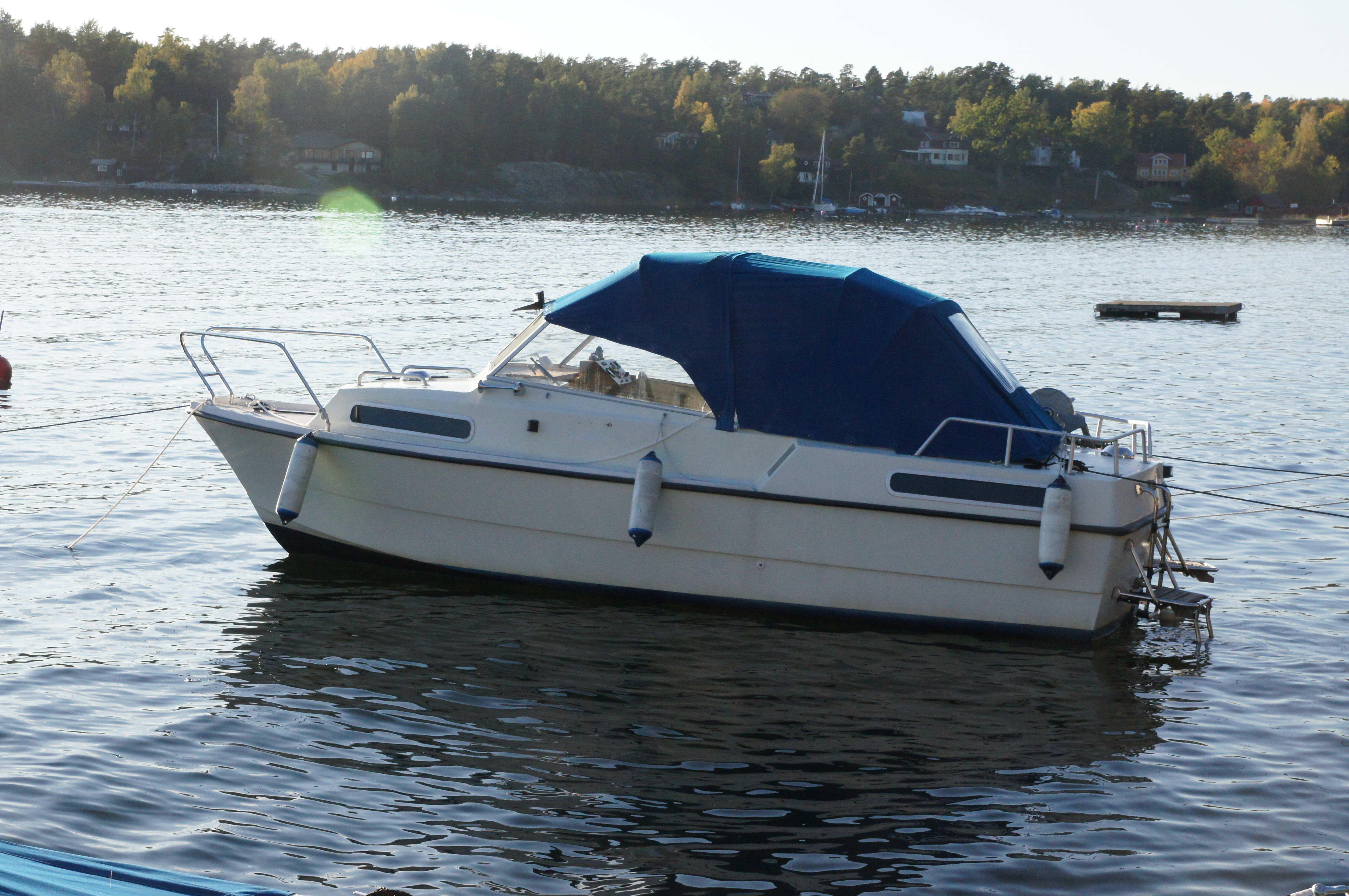
Folkparca
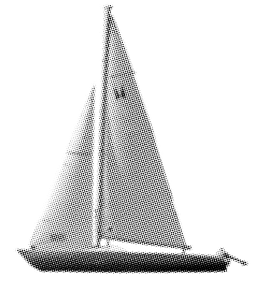
Mustang Junior
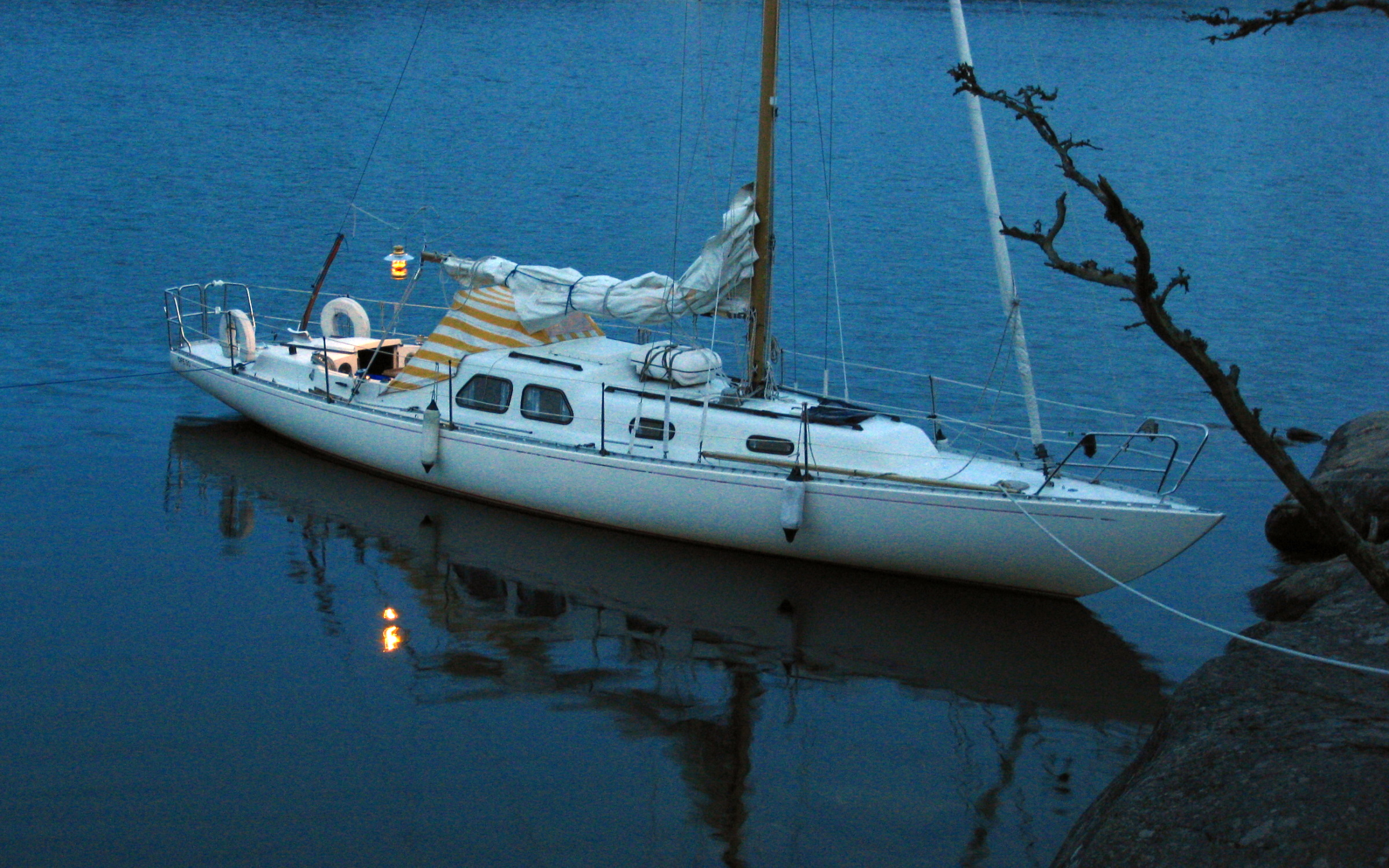
Göta S 30
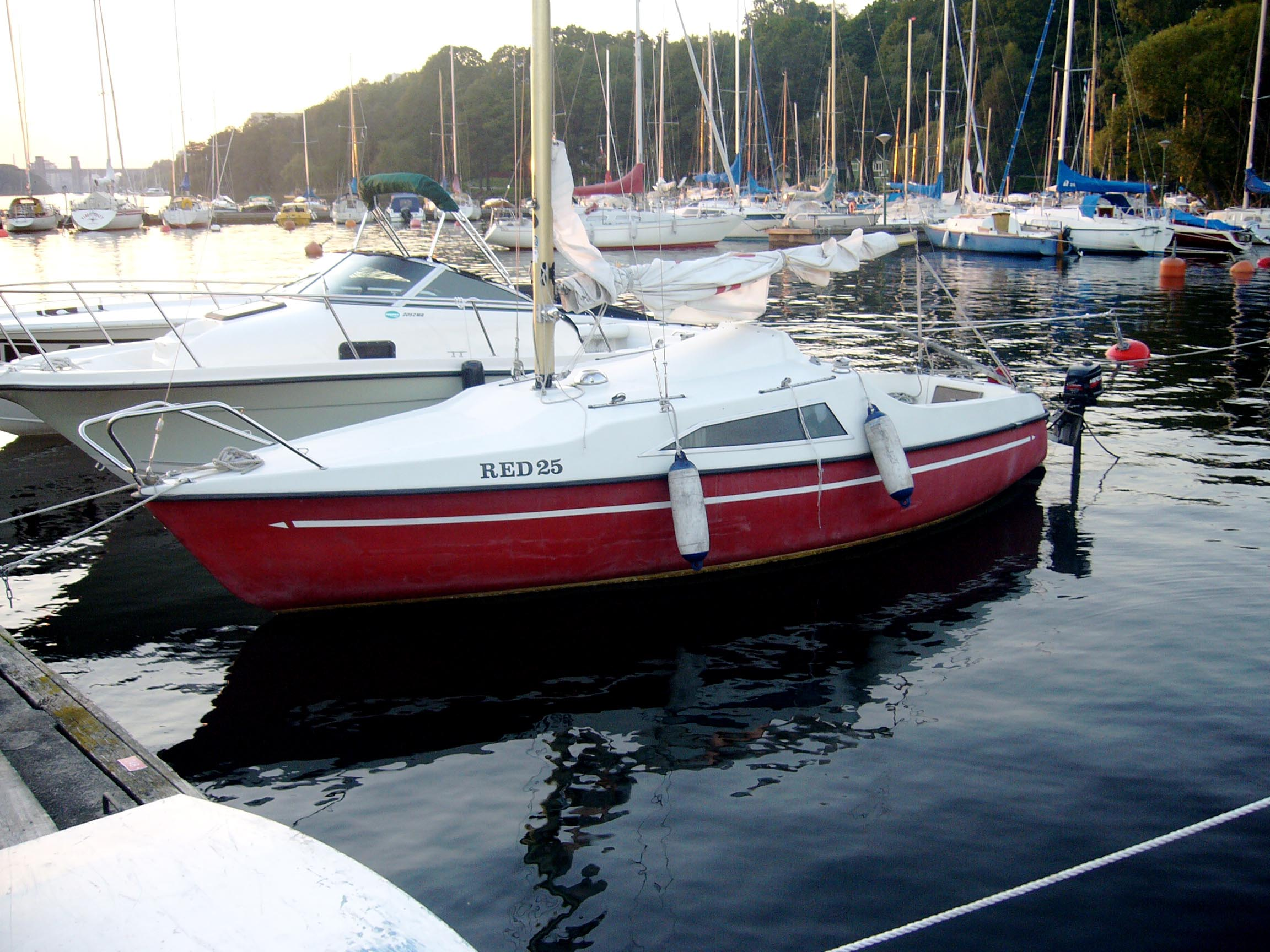
Båttypen Debutant